# Emin Aladağ
Emin Aladağ (* 25. Februar 1983 in Burgas, Bulgarien) ist ein türkischer Fußballspieler.

## Spielerkarriere

### Verein

#### Jugend
Aladağ kam als Sohn von Bulgarien-Türken im bulgarischen Burgas zur Welt. Später siedelte er mit seiner Familie in die Türkei über und ließ sich in der Provinz Bursa nieder. Hier begann er mit dem Vereinsfußball in der Jugend von Kestelspor.
Nach einem Jahr wechselte er in die Jugend des Traditionsvereines Bursaspor. Dort erhielt er 2002 einen Profivertrag, spielte aber eineinhalb Jahre lang weiterhin für die Reservemannschaft. Zur Winterpause der Saison 2003/04 verlieh man ihn bis zum Saisonende zum Drittligisten und der Zweitmannschaft Bursaspors, an Bursa Merinosspor. Hier bestritt er sein Profidebüt am 1. Februar 2004 bei einem Drittligaspiel gegen Şekerspor.
Zur neuen Saison wechselte er samt Ablösesumme zur zweitstärksten Mannschaft der Provinz Bursa, zum Drittligisten İnegölspor. Hier eroberte er sich auf Anhieb einen Stammplatz und spielte für diesen Verein zwei Spielzeiten lang.
Im Sommer lief sein Vertrag aus und so wechselte Aladağ ablösefrei zum Süper-Ligisten Denizlispor. Nachdem Saisonvorbereitungscamp entschied der Trainerstab, Aladağ zunächst für eine Saison zu verleihen. So verbrachte Aladağ die Spielzeit 2006/07 als Leihgabe beim Zweitligisten Samsunspor und die Saison 2007/08 beim Zweitligisten Giresunspor.
Zur Spielzeit 2008/09 blieb er bei Denizlispor. Nach der Winterpause eroberte er sich einen Stammplatz und spielte bis zum Saisonende. Die nachfolgenden Spielzeiten festigte er seinen Stammplatz und stieg zum Mannschaftskapitän auf. Nachdem in der Süper Lig Saison 2009/10 der Klassenerhalt verpasst wurde, ging Aladağ in der nachfolgenden Spielzeit mit seiner Mannschaft in die TFF 1. Lig.
Nachdem er zwei Spielzeiten in der 1. Lig für Denizlispor tätig war, verließ er den Verein im Sommer 2012 nach Vertragsablauf. Am 13. Juni 2012 einigte er sich mit dem Süper-Lig-Aufsteiger Akhisar Belediyespor. Ausschlaggebend für den Wechsel war, dass Aladağ bereits bei Denizlispor mit dem Trainer von Akhisarspor, Hamza Hamzaoğlu, zusammengearbeitet hatte. Im Sommer 2014 verließ er diesen Verein.
Im Sommer 2014 wechselte er zum Zweitligisten Bucaspor. Nachdem er die Saison 2016/17 für den Zweitligisten Adana Demirspor tätig gewesen war, kehrte er zum Sommer 2016 wieder zu Bucaspor zurück.

## Trivia
- Im November 2011 kam Aladağ in die Schlagzeilen der türkischen Presse, nachdem sein Vater Yılmaz Aladağ bei einem Spaziergang von einem Pier ins Meer fiel und ertrank.[3]